# 灼熱牙王
灼熱牙王（しゃくねつきばおう）とは、2002年にロデオが開発し販売する予定であったパチスロ機である。
「関係者向けの製品発表会当日に発売中止が決定」という、パチスロ業界でも極めて異例の経緯をたどった機種である。

## 概要
スペックに関しては不明だが、Bタイプにストック機能とアシストタイム（AT）機能を搭載したとされている。
大関千代大海（当時）をCMに起用し、連荘を連想させるような射幸心を煽るCMを発売前から放映していた。
ところが、2002年6月11日に高輪プリンスホテルにて行われた本機の展示会の最中、突如発売中止を発表。代替機に「ギンギン丸」を用意すると発表した。この発売中止について、ロデオの親会社であるサミーが出したマスコミ向けプレスリリースでは「プロモーション（CM）と製品の実態と乖離している」と綴っていたが、実際には当時パチスロ業界で問題となっていた爆裂機の自粛問題に絡み、本機種のスペック及びプロモーション方法が問題とされたものとされる。ちなみに、当日は発表会の裏で、サミーの里見治社長（当時）が日本電動式遊技機工業協同組合（日電協）副理事長として警察庁に爆裂機の自粛問題に関する状況説明をしていた。
これを機に、サミーの里見社長は日電協加盟メーカーに「射幸心を煽る機種は自粛するように」と声明を出した。本機の発売中止をきっかけに、後の4号機全機種再区分、『ミリオンゴッド』『アラジンA』を始めとする爆裂機の一斉撤去騒動、4.5号機検定、更には規則改正（いわゆる5号機検定）へとつながっていくことになる。
本機のシステムをほぼ流用された機種として後に「氷牙王（スノーキング）」がリリースされた。